# The Monkeys Are Coming
The Monkeys Are Coming è un singolo del gruppo musicale britannico Does It Offend You, Yeah?, pubblicato il 27 febbraio 2011 come primo estratto dal secondo album in studio Don't Say We Didn't Warn You.

## Descrizione
Quinta traccia dell'album, il brano è caratterizzato da un campionamento vocale proveniente da un meme di internet che mostra un uomo inveire contro un gruppo di skateboarder.

## Tracce
Testi e musiche dei Does It Offend You, Yeah?.
CD promozionale (Regno Unito)
1. The Monkeys Are Coming (Radio Edit) – 3:20

Download digitale – 1ª versione
1. The Monkeys Are Coming – 4:23 – versione dal vivo

CD promozionale (Europa), CD singolo (Europa)
1. The Monkeys Are Coming (Radio Edit) – 3:31
2. The Monkeys Are Coming (Bar 9 Remix) – 4:47
3. The Monkeys Are Coming (Disco of Doom Remix) – 5:18
4. The Monkeys Are Coming (Album Version) – 3:56

Download digitale – 2ª versione
1. The Monkeys Are Coming – 4:23 – versione dal vivo
2. The Monkeys Are Coming (Bar 9 Remix) – 4:44
3. The Monkeys Are Coming (Disco of Doom Remix) – 5:15
4. The Monkeys Are Coming (Radio Edit) – 3:28

## Formazione
- James Rushent – voce, sintetizzatore
- Matty Derham – chitarra
- Chloe Duveaux – basso
- Dan Cool – sintetizzatore
- Rob Bloomfield – batteria